# Staffan
Staffan ist ein männlicher Vorname.

## Herkunft und Bedeutung
Staffan ist eine schwedische Form von Stefan.

## Namensträger
- Staffan Ehrlin, schwedischer Techno-Produzent und DJ
- Staffan Isaksson (* 1952), schwedischer Fußballspieler
- Staffan Kronwall (* 1982), schwedischer Eishockeyspieler
- Staffan de Mistura (* 1947), italienisch-schwedischer Diplomat
- Staffan Müller-Wille (* 1964), deutsch-schwedischer Historiker
- Staffan Olsson (* 1964), schwedischer Handballspieler
- Staffan Strand (* 1976), schwedischer Hochspringer
- Staffan Svensson (* 1963), schwedischer Jazzmusiker
- Staffan Tällberg (* 1970), schwedischer Skispringer
- Staffan Tapper (* 1948), schwedischer Fußballspieler
- Staffan Tunis (* 1982), finnischer Ski-Orientierungsläufer